# Go! Go! G-Boys
Go! Go! G-Boys (en chino, 当我们同在一起; pinyin, Dāng Wǒmen Tóng Zài Yīqǐ) es una película taiwanesa de comedia y romance dirigida por Yu Jong-jong. Fue estrenada el 6 de septiembre de 2006 y protagonizada por Sattawat Sethakorn, Zheng Gang-tang, Yu Fa-yang y Chen Ao-liang. Se trata de una comedia gay centrada en un grupo jóvenes que competirán para ganar el premio mayor en un concurso de belleza masculina.

## Argumento

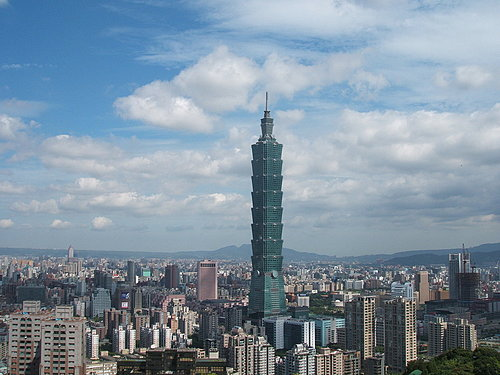
La ciudad de Taipéi, donde tiene lugar la película.

El «G-Boys» es un concurso de belleza celebrado en la ciudad de Taipéi para jóvenes gays, cuyo premio principal son diez millones de dólares. Una extensa multitud de jóvenes participan con la intención de hacerse con el premio mayor; entre ellos se encuentra A-Hong (Sattawat Sethakorn), un hombre con una novia egoísta y derrochadora que acumula una gran deuda que él debe pagar. Desesperado, A-Hong decide entrar al concurso a pesar de no ser gay y será acompañado en esto por su mejor amigo, A-Shing (Zheng Gang-tang), quien decide inscribirse para ayudarle en dicho cometido. 
Sin embargo, A-Shing, quien sueña con convertirse en una estrella de rock, ha estado enamorado en secreto de A-Hong desde que ambos se conocieron cuando eran niños. Por esta misma razón, encuentra en el concurso una posibilidad de que su relación con su amigo evolucioné a algo más. Por otra parte, Young Long (Chen Ao-liang) es un muchacho gay que toda su vida ha vivido en un pequeño pueblo a las afueras de Taipéi, enfrentado los constantes sermones de su padre sobre lo que debería hacer con su vida, entre los que se destacan conocer a una buena mujer y casarse. Para él, Internet es su única vía de escape y sueña con vivir en la ciudad y conocer a un chico que le quiera por como es.
Daniel (Tang Guo-jung) es un modelo masculino que siempre ha sido envidiado y deseado por su aspecto. Nadie se le ha resistido nunca y ha comenzado a aburrirse; el concurso le abre las puertas para conocer a alguien que vea en él mucho más que un simple físico. Lo que ninguno de ellos sabe, es que el concurso se encuentra bajo una serie de amenazas de muerte que ha puesto a la policía en alerta. Jay (Yu Fa-yang), un detective un tanto homófobo y entusiasta fan de Gatchaman y las películas de acción, es enviado para infiltrarse en dicho concurso y descubrir al culpable. Solo siete serán elegidos como finalistas, ¿logrará alguno hacerse con el premio mayor, o morirá alguien en el intento?

## Reparto
- Sattawat Sethakorn como A-Hong
- Zheng Gang-tang como A-Shing
- Yu Fa-yang como Jay
- Chen Ao-liang como Young Long
- Tang Guo-jung como Daniel
- Lai Tzyi como Kitamura
- Peng Po-shao como Siao Shi
- Juang Shin-fu como Alex
- Josephine Blankstein como Risa
- Teddy Wang como Terrorista
- Renzo Liu como Organizador del concurso